# Hartmann von Aue

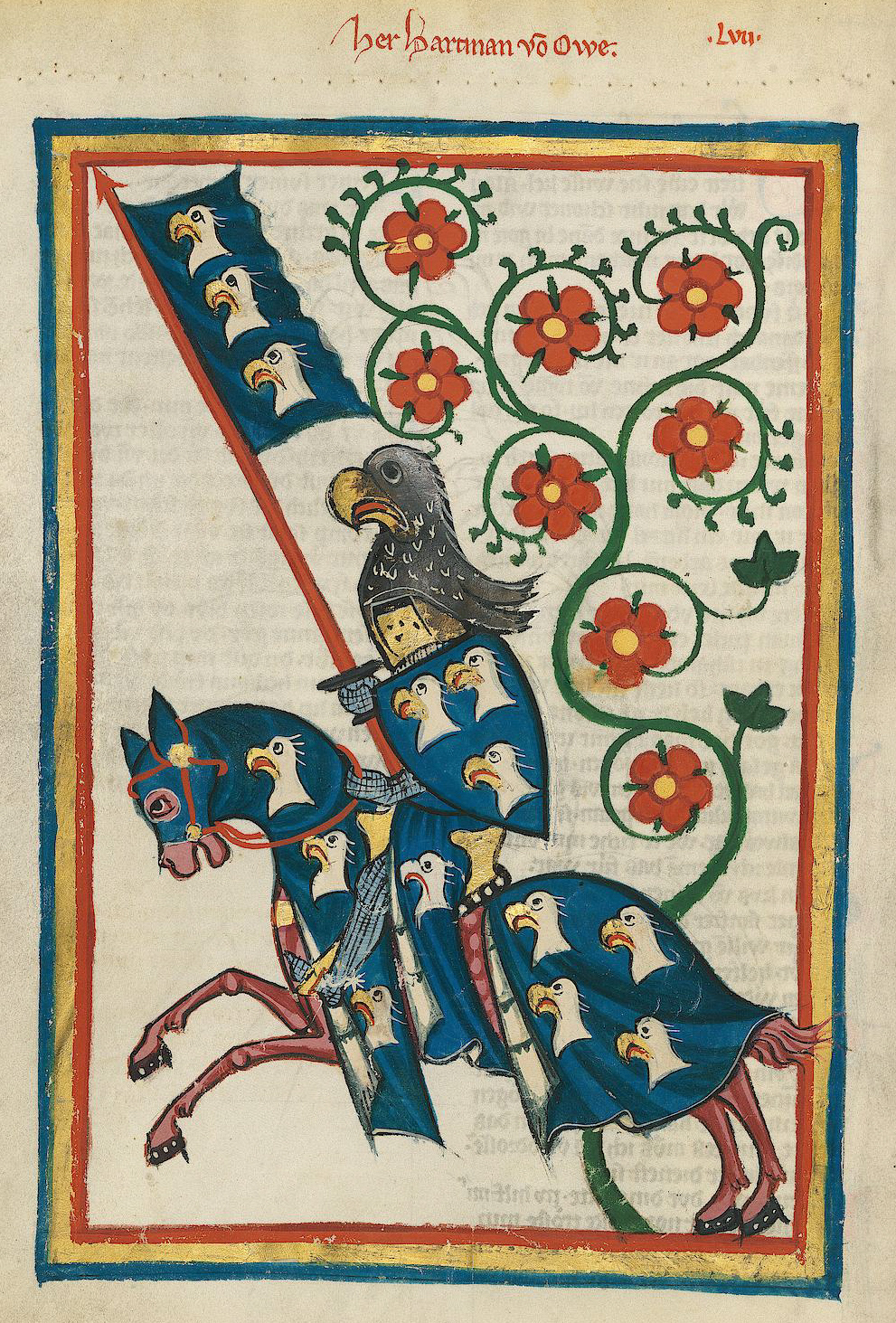
Hartmann von Aue (Codex Manesse, ok. 1300)

Hartmann von Aue (ur. ok. 1170 – zm. po 1210) – pisarz i minnesinger średnio-wysoko-niemiecki.
Brał udział w wyprawie krzyżowej 1197. W epopejach Erec (z ok. 1185) i Iwein (po 1200) wprowadził do Niemiec za wzorem Chrétiena de Troyes podanie o Artusie, w Armer Heinrich opracował podania rodzinne swego suwerena. W Gregorius vom Steine stał się twórcą poezji podań rycerskich. Pisał też pieśni, z nich niektóre tyczą się wyprawy krzyżowej, oraz Bűchlein, pismo dla ukochanej. Krytyczne wydanie zbiorowe opracował Fedor Bech (3 części 1891–1902), przekłady niemieckie Armer Heinrich Simrocka (2 wyd. 1875) i BŻttichera (1891).

## Dzieła[1]
- Erec
- Gregorius
- Der arme Heinrich
- Iwein
- Minnelehre[potrzebny przypis]

## Opracowania
- Christoph Cormeau u. Wilhelm Störmer, Hartmann von Aue. Epoche – Werk – Wirkung; 2., überarb. Aufl., 1998
- Petra Hörner (Hg.), Hartmann von Aue. Mit einer Bibliographie 1976-1997; (=Information und Interpretation 8); Frankfurt a.M. u.a. 1998
- Irmgard Klemt, Hartmann von Aue. Eine Zusammenstellung der über ihn und sein Werk 1927 bis 1965 erschienenen Literatur; Köln 1968
- Hugo Kuhn u. Christoph Cormeau (Hg.), Hartmann von Aue; (=WdF 359); Darmstadt (WBG) 1973
- Elfriede Neubuhr, Bibliographie zu Harmann von Aue; (=Bibliographien zur deutschen Literatur des Mittelalters 5), Berlin 1977
- Peter Wapnewski, Hartmann von Aue, 1962